# Абрамов Олександр Дмитрович
Олександр Дмитрович Абрамов (1892, місто Миколаїв Херсонської губернії, тепер Миколаївської області — 18 грудня 1967, місто Челябінськ, Російська Федерація) — український та російський радянський партійний діяч, голова Вологодського і Сумського облвиконкомів. Депутат Верховної Ради Російської РФСР 1-го скликання. Депутат Верховної Ради Української РСР 2-го скликання.

## Біографія
Народився в родині робітника-столяра. У 1907 році закінчив двокласне залізничне училище в місті Катеринослав.
У серпні 1907 — листопаді 1909 року — учень слюсаря на заводі братів Лащавер у Катеринославі. У листопаді 1909 — серпні 1911 року — слюсар Катеринославської фабрики металічних виробів «Шла». У серпні — грудні 1911 року — в'язень 2-ї поліцейської дільниці міста Катеринослава.
У грудні 1911 — листопаді 1912 року — слюсар-котляр Нікополь-Маріупольського заводу в місті Маріуполь. У листопаді 1912 — серпні 1914 року — слюсар на заводі братів Шодуар у Катеринославі.
У серпні 1914 — серпні 1915 року — рядовий Сімферопольського полку російської армії на Австрійському фронті. У серпні 1915 — листопаді 1918 року — військовополонений в Австро-Угорській імперії.
У грудні 1918 — квітні 1919 року — слюсар на колишньому прокатному заводі братів Шодуар у Катеринославі.
Член РКП(б) з квітня 1919 року.
У квітні 1919 — грудні 1921 року — у Червоній армії: служив політичним працівником 14-ї армії РСЧА.
У січні — грудні 1922 року — уповноважений відділу палива Ради народних комісарів Української РСР у Харкові.
У січні 1923 — лютому 1925 року — голова заводського комітету, секретар осередку РКП(б) фабрики «Трьохгорна мануфактура» у Москві. У березні — грудні 1925 року — відповідальний секретар осередку ВКП(б) швейної фабрики «Красная швея» у Москві. У січні 1926 — липні 1927 року — директор Хамовницького пивоварного заводу в місті Москві.
У липні 1927 — березні 1928 року — уповноважений Економічного управління ОДПУ при РНК СРСР. У березні 1928 — квітні 1929 року — завідувач підвідділу тресту «Моссільпром».
У квітні 1929 — серпні 1930 року — завідувач організаційного відділу Армавірського міського комітету ВКП(б) Північно-Кавказького краю.
У вересні 1930 — травні 1932 року — студент Комуністичного університету імені Свердлова в Москві, закінчив два курси.
У травні — грудні 1932 року — завідувач організаційного відділу Коломенського районного комітету ВКП(б) Московської області. У січні 1933 — березні 1934 року — заступник директора з робітничого постачання заводу № 8 міста Митищі Московської області.
У березні 1934 — лютому 1935 року — начальник політичного відділу Єпіфанської машинно-тракторної станції Московської області.
У лютому 1935 — квітні 1937 року — 1-й секретар Єпіфанського районного комітету ВКП(б) Московської області. У квітні — жовтні 1937 року — 1-й секретар Калузького районного комітету ВКП(б) Московської (Тульської) області.
У жовтні — грудні 1937 року — виконувач обов'язків 2-го секретаря Тульського обласного комітету ВКП(б).
У листопаді 1937 — січні 1940 року — голова Організаційного комітету Президії ВЦВК — Верховної ради РРФСР по Вологодській області. У січні 1940 — червні 1944 року — голова виконавчого комітету Вологодської обласної ради депутатів трудящих.
У червні 1944 — січні 1948 року — голова виконавчого комітету Сумської обласної ради депутатів трудящих.
У березні 1948 — листопаді 1949 року — голова Ради у справах колгоспів по Вінницькій області УРСР.
У листопаді 1949 — травні 1953 року — голова Ради у справах колгоспів по Челябінській області РРФСР. У травні 1953 — березні 1954 року — завідувач відділу легкої і харчової промисловості Челябінської обласної ради депутатів трудящих. У березні 1954 — 1957 року — завідувач відділу соціального забезпечення Челябінської обласної ради депутатів трудящих.
З 1957 року — персональний пенсіонер союзного значення в місті Челябінськ. Помер у Челябінську 18 грудня 1967 року.

## Нагороди
- орден Червоного Прапора (1967)
- орден «Знак Пошани» (23.01.1948)
- медалі